# Heinrich Hermanns

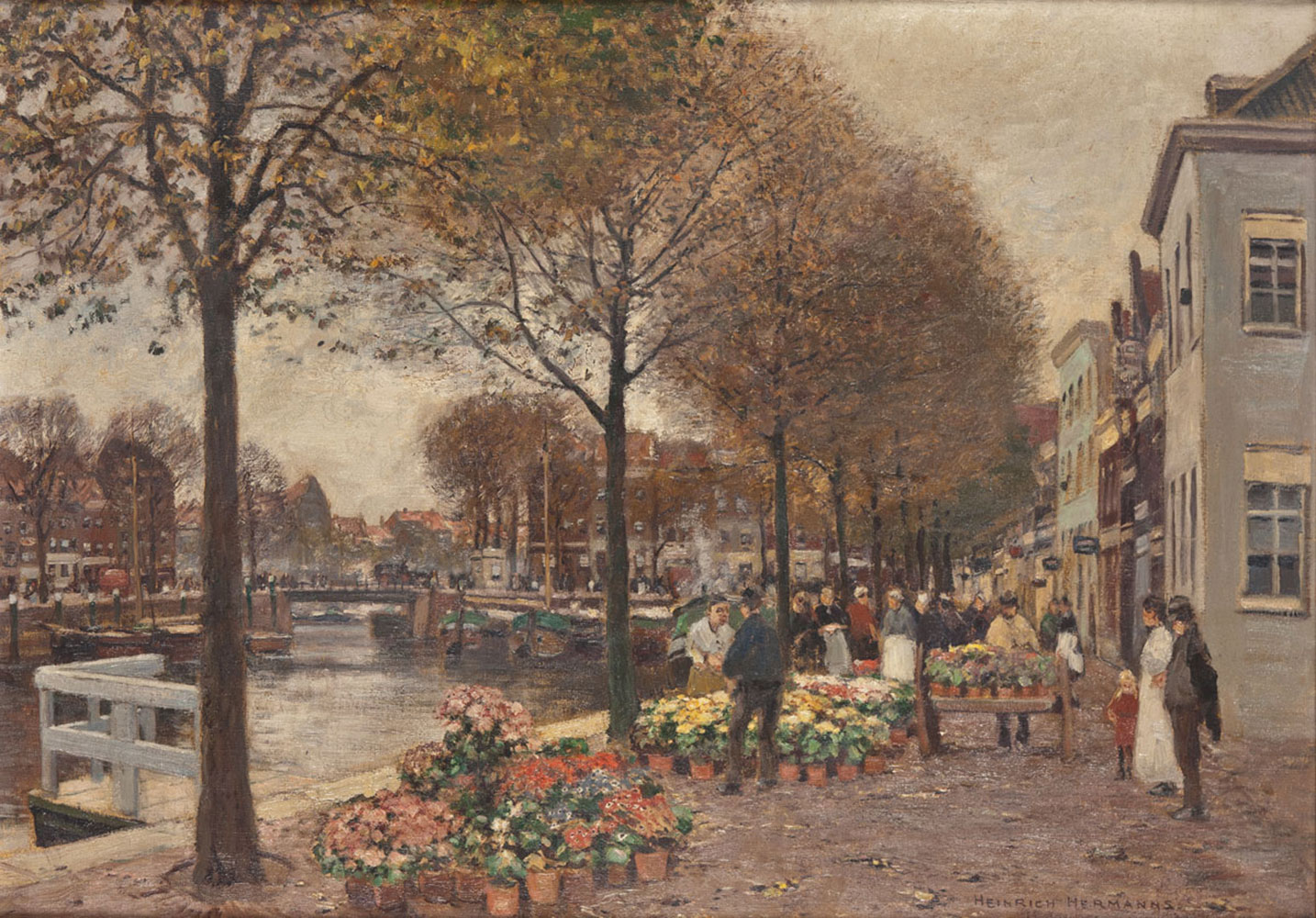
Blumenmarkt an der Grachtenpromenade

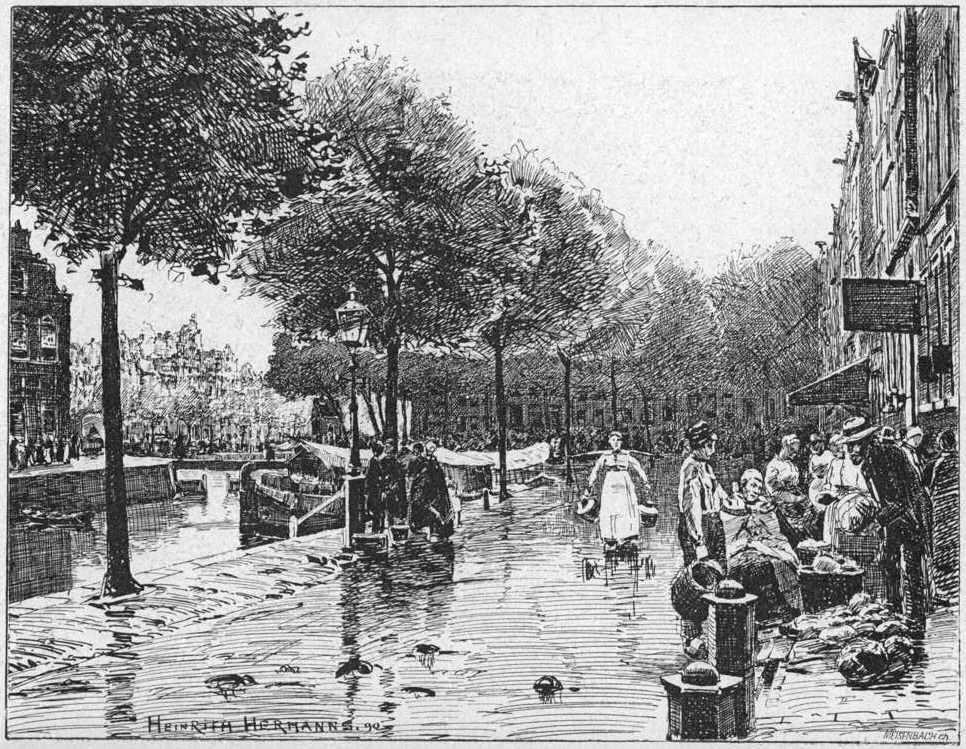
Dordrecht, Lithografie, 1890

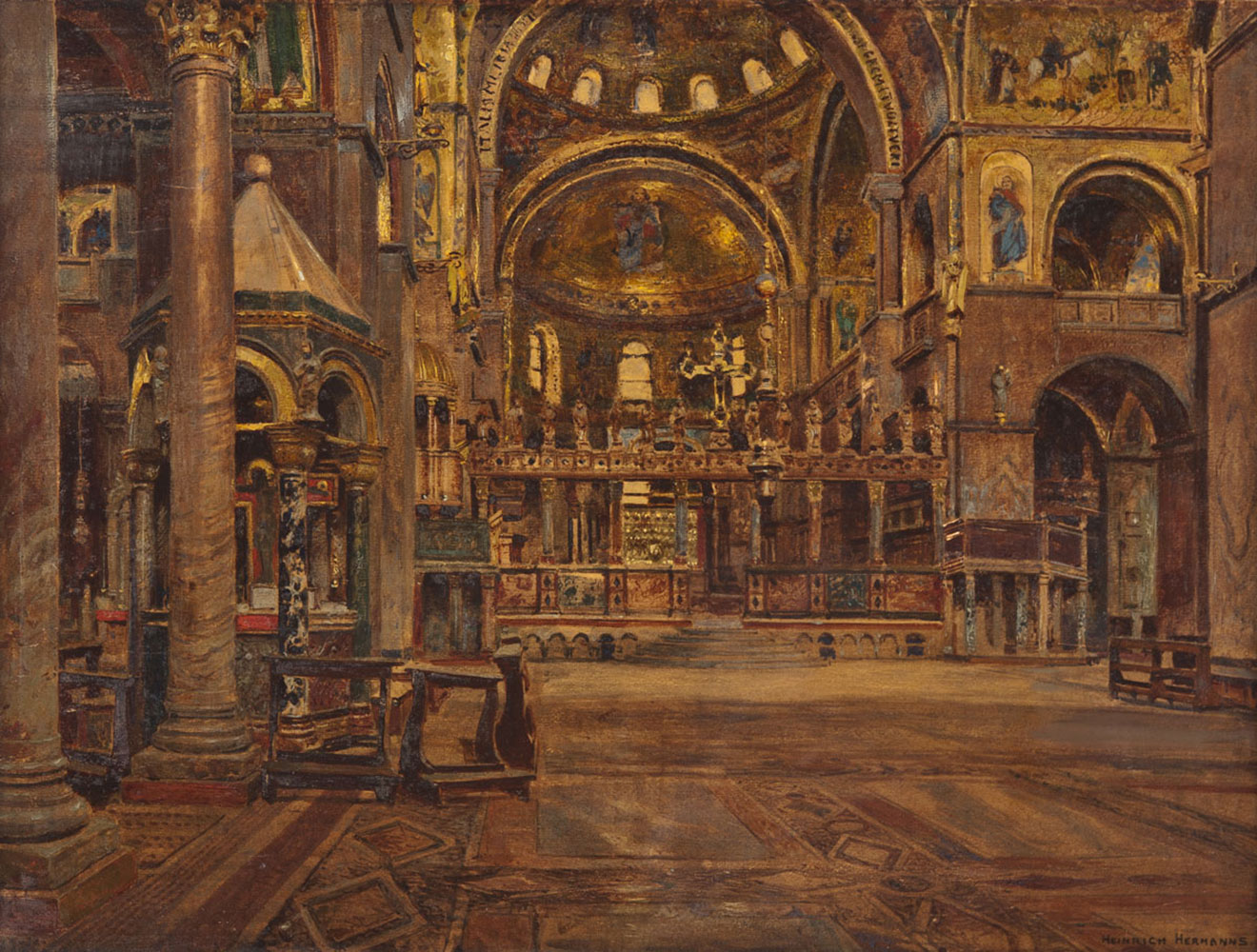
San Marco in Venedig

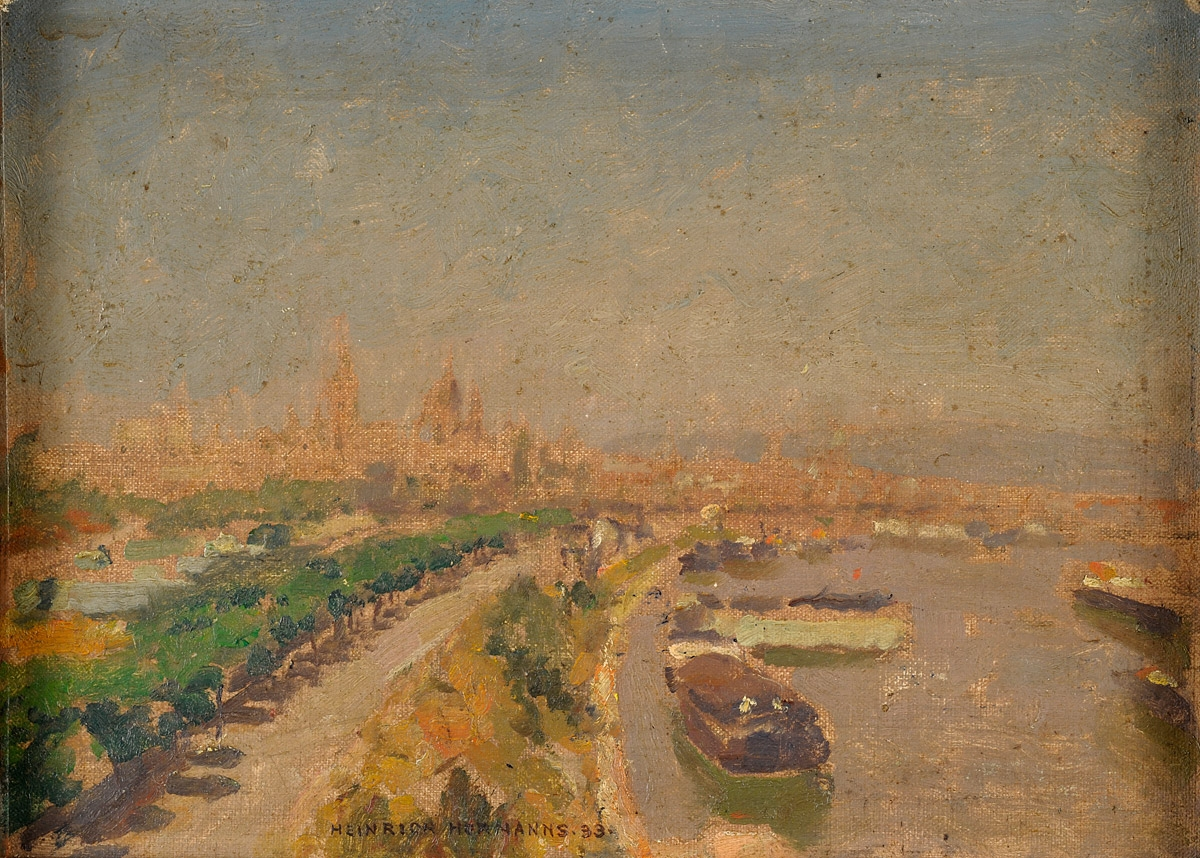
Blick auf Mainz, 1933

Heinrich Hermanns (* 19. Mai 1862 in Düsseldorf; † 21. Dezember 1942 ebenda) war ein deutscher Lithograf sowie Landschafts-, Veduten- und Architekturmaler der Düsseldorfer Schule.

## Werdegang
1883 beendete Hermanns seine Schulausbildung am Städtischen Realgymnasium, Klosterstraße Düsseldorf und studierte von 1883 bis 1893 an der Kunstakademie Düsseldorf, wo er Schüler von Eugen Dücker (1886/1887), Heinrich Lauenstein, Georg Heinrich Crola und Johann Peter Theodor Janssen war. 1888/1889 erlangte er den Status eines Meisterschülers von Dücker. 1889 gründete Hermanns – als Reaktion auf die Ausstellungspolitik des mit der Kunstakademie verbundenen Kunstvereins für die Rheinlande und Westfalen – mit Olof Jernberg, Eugen Kampf und Helmuth Liesegang den „Lucas-Club“, eine fortschrittliche Verbindung von Landschaftsmalern, die Anregungen der Haager Schule und der Schule von Barbizon mit den Errungenschaften des Impressionismus zu verbinden suchte. 1891 wurde der „Lucas-Club“ der neu gegründeten Freien Vereinigung Düsseldorfer Künstler untergeordnet, wovon sich allerdings 1899 der „St. Lukas-Club“ (gegründet u. a. von Hermanns, Jernberg, Liesegang, August Deusser, Otto Heichert, Arthur Kampf, Gustav Wendling) und die „Vereinigung von 1899“ abspalteten.
Eine besondere Vorliebe entwickelte Hermanns für die Landschaften Hollands, West- und Nordwestdeutschlands, die er mit sattem Kolorit und breitem Farbauftrag malte. Hermanns unternahm längere Studienreisen nach Italien (Oberitalien, besonders Gardasee, Neapel und Sizilien), Frankreich, Spanien und in die Niederlande (besonders Amsterdam und weitere Städte in Holland). In späterem Schaffen wandte er sich verstärkt der Architekturmalerei (Stadtansichten und Interieurs) zu, wobei er sich häufig des Aquarells bediente und weniger die architektonischen Details als mehr die Stimmungen des Lichts und die Atmosphäre wiederzugeben suchte. Bis in die 1930er Jahre stellte Hermanns auf großen deutschen Kunstausstellungen aus (Münchener Glaspalast 1889, 1891; Große Berliner Kunstausstellung 1893–1918; Düsseldorf-Münchener Kunstausstellung, Kunstpalast Düsseldorf 1932). Seine Werke gelangten in zahlreiche europäische und amerikanische Sammlungen. Hermanns war 1891–1913 und 1930–1942 Mitglied des Künstlervereins Malkasten. 1900 wurde Hermanns von Wilhelm Schäfer in den künstlerischen Beirat der Kulturzeitschrift Die Rheinlande berufen. 1904 erhielt er auf der Großen Berliner Kunstausstellung eine kleine Goldmedaille.
Richard Klapheck würdigte Hermanns zu seinem 70. Geburtstag im Jahr 1932 als den „vielseitigste[n] Vertreter der Landschafterschule Eugen Dückers an der Düsseldorfer Akademie“, der sich neben der Schaffung „echt holländisch gesehen[er]“ Landschafts- und Straßenbilder Hollands und des Niederrheins in „seinen kultivierten Aquarellen“ der Entdeckung des „unbekannten Spaniens“ sowie der Darstellung beeindruckender Kircheninterieurs widmete und der sich „als einer der ersten an die Schilderung des heroischen Bildes der niederrheinisch-westfälischen Industrie heranwagte.“

## Werke (Auswahl)
- Fischerboote in Katwijk, 1889.
- Dordrecht, 1890, Lithografie
- Bildnis einer Dame mit Pelz, 1891, Öl auf Leinwand[8]
- Am Grafenberger Wald
- Neapel, Blick auf die Hafenanlage und den Vesuv, Öl auf Leinwand
- Taormina, 1893, Öl auf Leinwand[9]
- Blick auf die Hofgartenstraße, um 1895[10]
- Blick in die Ratinger Straße mit dem Vereinslokal des Malkastens, verm. 1898.
- Abend in Dordrecht, zwischen 1902 und 1910[11]
- Gemüsemarkt in Amsterdam,
- Partie in Amsterdam, Öl auf Leinwand
- Amsterdamer Gracht, Öl auf Leinwand, um 1910,[12] Raubkunst[13]
- Gesamtansicht der Großen Ausstellung Düsseldorf 1915, um 1913/1914
- Blumenmarkt an der Grachtenpromenade, Öl auf Leinwand
- Blumenmarkt an der Spanischen Treppe in Rom, Öl auf Malkarton
- San Marco in Venedig, Öl auf Malkarton
- Münster, der Prinzipalmarkt im Winter, Öl auf Leinwand
- An der italienischen Küste, Aquarell/Gouache auf Malkarton
- Eisenhüttenwerk im Ruhrgebiet, Aquarell auf Papier[14]
- Blick auf ein Hüttenwerk an einem Kanal im Ruhrgebiet, Aquarell auf Papier
- Abstich in der Eisenhütte, Aquarell auf Papier
- Blick auf Mainz, 1933.